# Górale śląscy
Górale śląscy (cz. Slezští Goralé, gw. Gorole) – grupa etnograficzna ludności polskiej, zamieszkująca pierwotnie tereny Beskidu Śląskiego i Beskidu Morawsko-Śląśkiego w granicach dawnego księstwa cieszyńskiego.

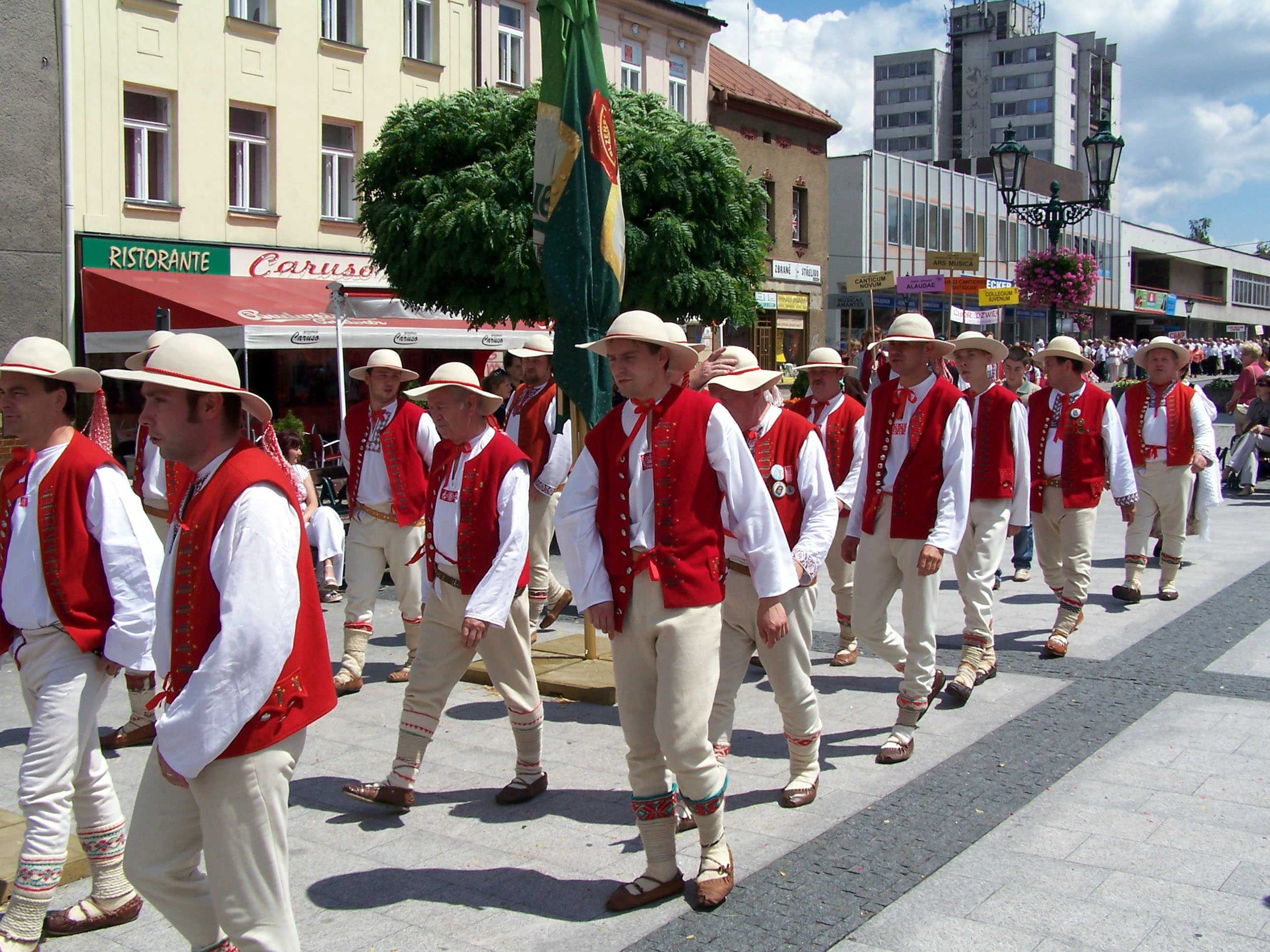
Górale jabłonkowscy podczas Jubileuszowego Festiwalu PZKO w 2007 r.

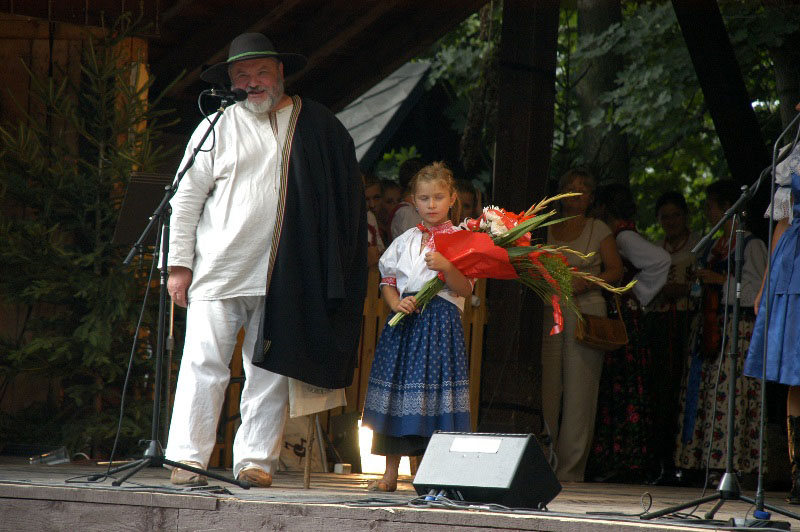
Tadeusz Filipczyk podczas Gorolskiego Święta 2007

## Podział

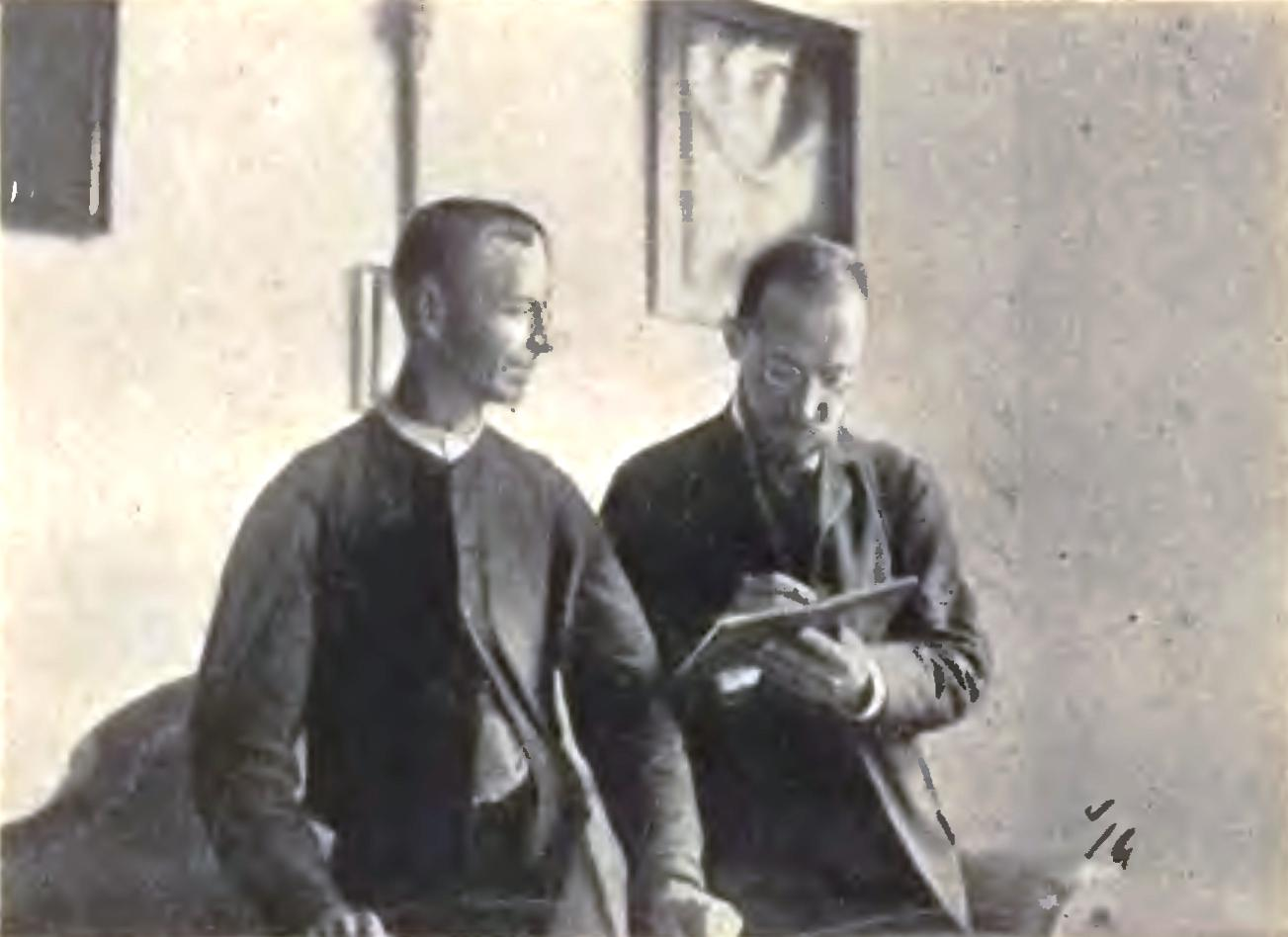
Prof. Kazimierz Nitsch słucha krawca Ludwika Sikorę i zapisuje formy dialektu jabłonkowskiego

Oprócz wielu cech wspólnych z szeroko pojętą góralszczyzną Karpat Zachodnich, wypływających z głównej formy gospodarki – szałaśnictwa, charakteryzuje się zespołem elementów kultury duchowej i materialnej (gwara, wierzenia, obyczaje, strój itp.), wyróżniającą ją spośród innych grup górali karpackich.
Wincenty Pol badając grupy góralskie wyróżnił wśród Górali śląskich 4 grupy:
- Breniacy (1) – górale we wsi Brenna.
- Wiślanie (2) – górale nad obszarem źródliskowym rzeki Wisły, zamieszkujący w rozciągniętym miasteczku Wisła.
- Jabłonkowianie[5] (właściwi) (3) – górale osiadli nad górną Olzą po obszar wokół miasteczka Jabłonkowa, gdzie mieszkała osobna niewielka grupa podgórska Jacków. Jabłonkowianie zamieszkują wsie Koniaków, Jaworzynka, Istebna, Jasnowice, Bukowiec, Mosty, Łomna Dolna, Łomna Górna, Piosek.
- Morawianie (4) – górale osiadli w kotlinie nad rzeką Morawką, we wsiach: Krasna, Morawka, Prażmo. Ich narzecze miało cechy polskie przechodzące w morawskie, zaliczane do gwar laskich.

Górali śląskich zwano Jabłonkowianami od pasma Jabłónek. Przy czym nazwę miasta Jabłonków (pierwotnie być może Jabłonka) wywodzi się od jabłonki ≤ jabłoni, tudzież od gruszyczki.
Od 1947 r. w pierwszy weekend sierpnia w lasku miejskim w Jabłonkowie odbywają się Międzynarodowe Spotkania Folklorystyczne „Gorolski Święto”. Impreza plenerowa trwa 3 dni i prezentuje się na niej kulturę ludową, którą organizatorzy chcą przedstawić jako źródło tożsamości i żywą wartość obecnych czasów.

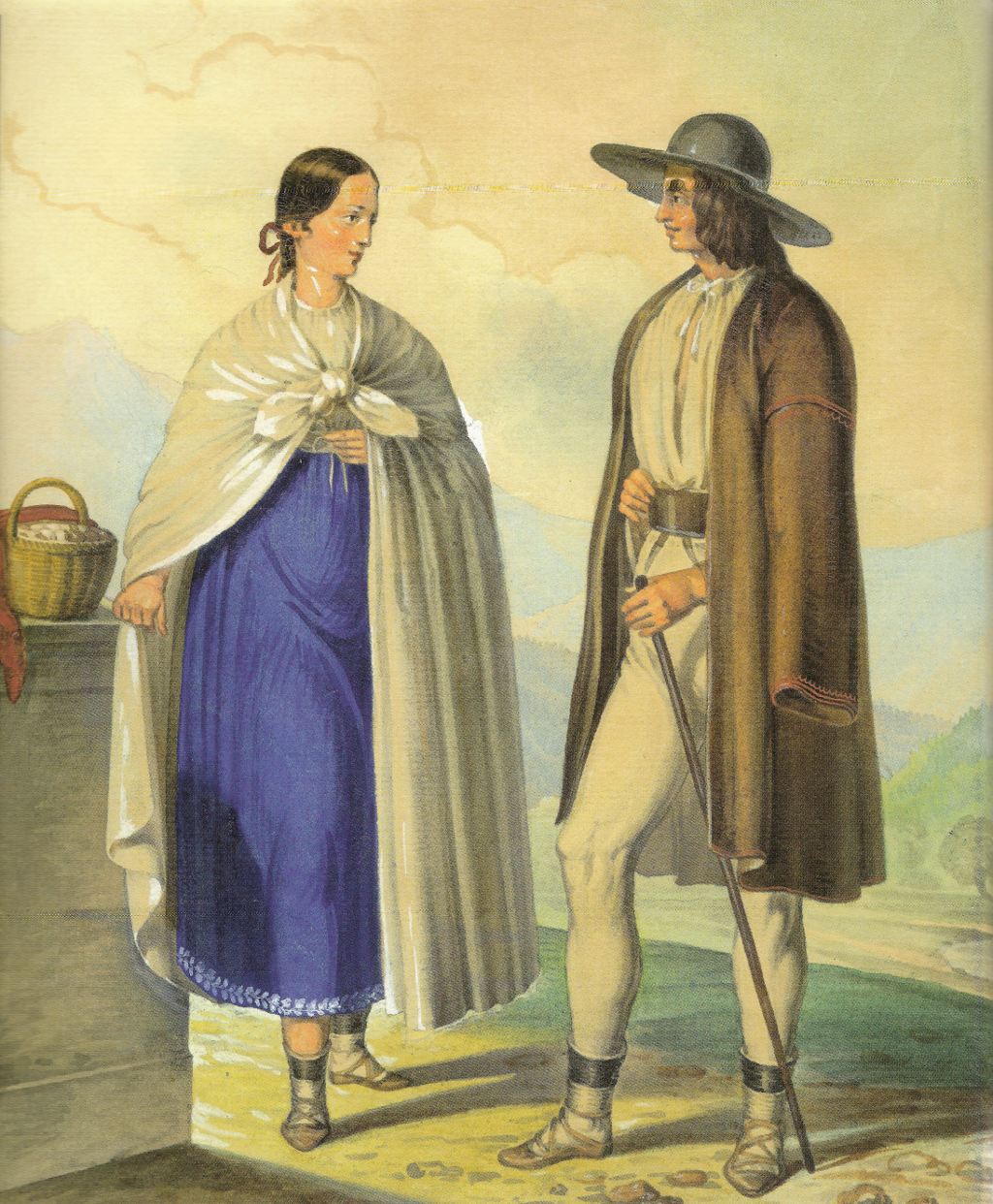
Akwarela z 1848 przedstawiająca parę góralską z Brennej
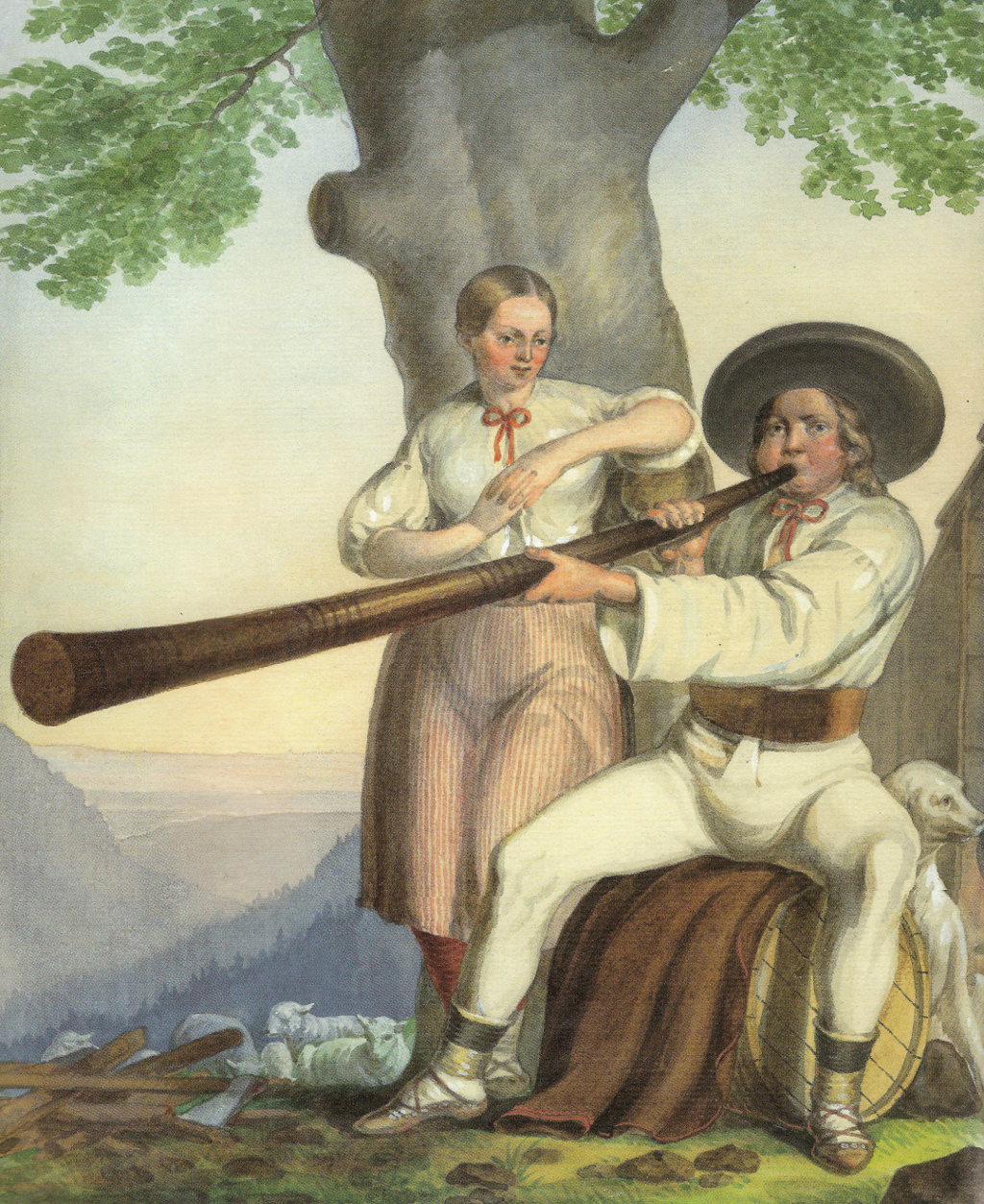
Para góralska z Istebnej (1846)
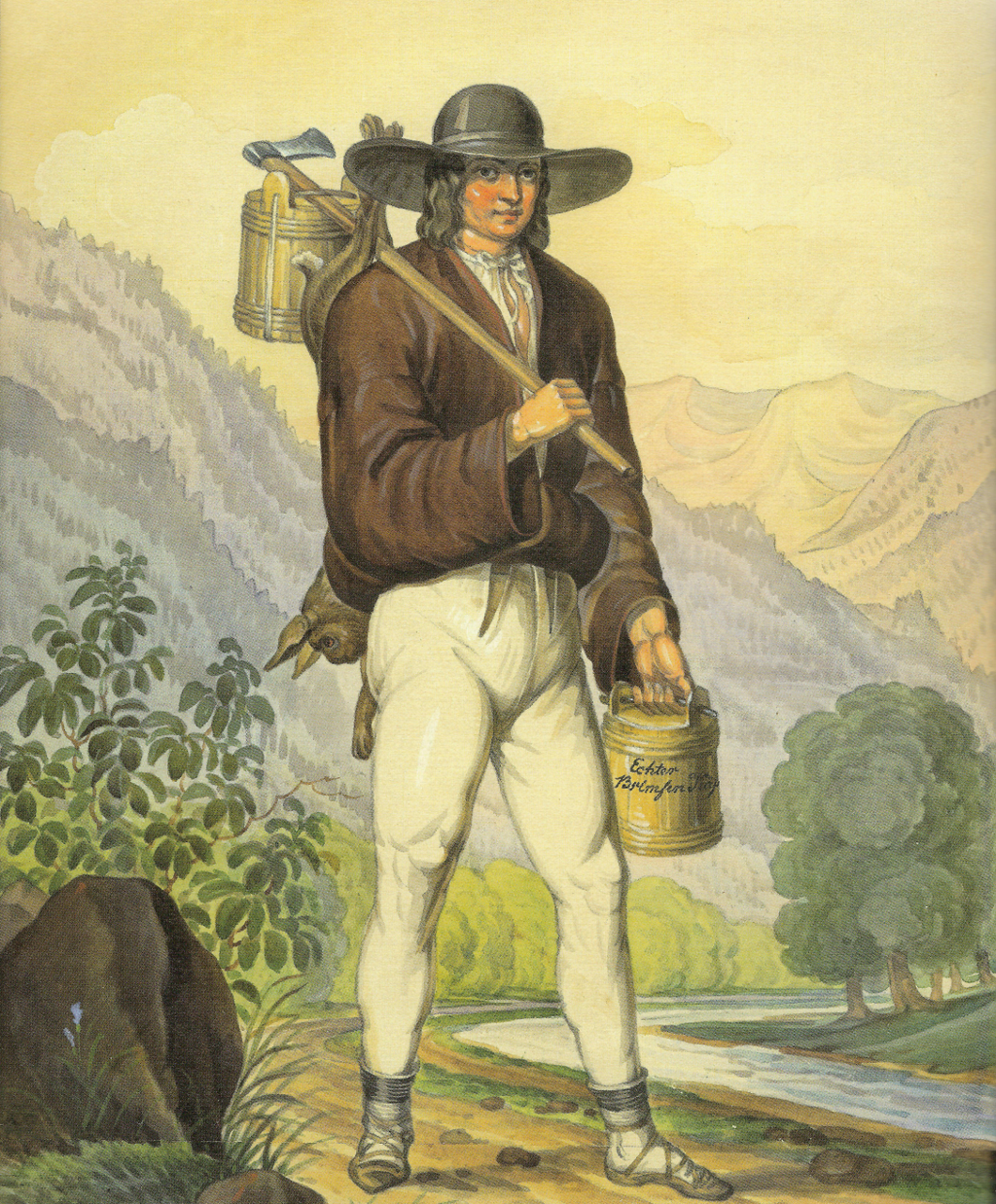
Góral z Wisły (1848)

## Tożsamość
W polskiej części Śląska Cieszyńskiego liczne kontakty z mieszkańcami dawnego Śląska pruskiego i tamtejszym znaczeniem słowa gorol doprowadziły do zauważalnej zmiany tożsamości góralskiej, która przestała iść w parze z tożsamością śląską. Zupełnie inaczej sytuacja wygląda na tzw. Zaolziu, gdzie równoczesne samookreślenie się jako gorol nie jest sprzeczne z identyfikacją śląską, wręcz ją wzmacnia. Określeniem Gorol potocznie nazywa się Gorolski Święto. Nazwę Gorol nosi również regionalny chór męski z Jabłonkowa.